# Cafius seminitens
Cafius seminitens är en skalbaggsart som beskrevs av Horn. Cafius seminitens ingår i släktet Cafius och familjen kortvingar. Inga underarter finns listade i Catalogue of Life.